# Нюча-Вотыяха
Нюча-Вотыяха — река в России, протекает по территории Пуровского района Ямало-Ненецкого автономного округа. Начинается в болотах на юге района. Течёт на север по лесистой местности, основными древесными породами её долины являются кедр, сосна и берёза. Устье реки находится в 542 км от устья реки Пякупур по правому берегу. Длина реки составляет 27 км.

## Гидроним
Название происходит из лесного ненецкого языка, на котором звучит как  Нюча ватың’ дяха и имеет значение 'малая река оленьего загона (кораля)'.

## Освоение
В верховьях реки, в 2,5 километрах к югу от её истока, расположен геодезический пункт «Исток реки Нюча-Вотыяха».

## Данные водного реестра
По данным государственного водного реестра России относится к Нижнеобскому бассейновому округу, водохозяйственный участок реки — Пур. Речной бассейн реки — Пур.
Код объекта в государственном водном реестре — 15040000112115300055066.

## Пояснения
1. ↑  Согласно большинству источников Пякупур образуется при слиянии Янгъягуна с Нюча-Вотыяхой, Нюча-Котутаяха впадает в его приток Прынгтоягун; по сведениям карт Генерального Штаба СССР (Лист карты P-43-17-A,Б.) истоком Пякупура является слияние Янгъягуна и Нюча-Котутаяхи, Прынгтоягун считается притоком последней, а Нюча-Вотыяха рассматривается в качестве притока Пякупура.